# Coenotephria gentianata
Coenotephria gentianata là một loài bướm đêm trong họ Geometridae.